# Lac Lednica
Le lac Lednica est un lac situé dans la voïvodie de Grande-Pologne en Pologne. Il est protégé par le parc naturel du lac Lednica depuis 1998.

## Présentation
Le lac appartient à la région des lacs de Gniezno (pl). Il s'agit d'un lac glaciaire d'une longueur de 7,3 km et d'une superficie de 348 hectares. La côte entière du lac fait une longueur de 22,8 km. On dénombre 5 îles, d'une superficie totale de 9,4 hectares, la plus grande île étant celle d'Ostrów Lednicki d'une superficie de 7,5 hectares, et sur laquelle se situe un site archéologique. Les deux autres îles principales sont celles de Ledniczka et de Mewia. La rivière Główna (pl), affluent de la rive droite de la Warta, découle de l'extrémité sud du lac.
Au nord du lac passe un des chemins de Compostelle. Tous les ans depuis 1997 se tient la rencontre pour jeunes Lednica 2000, juste avant la Pentecôte, sur la rive gauche du lac.

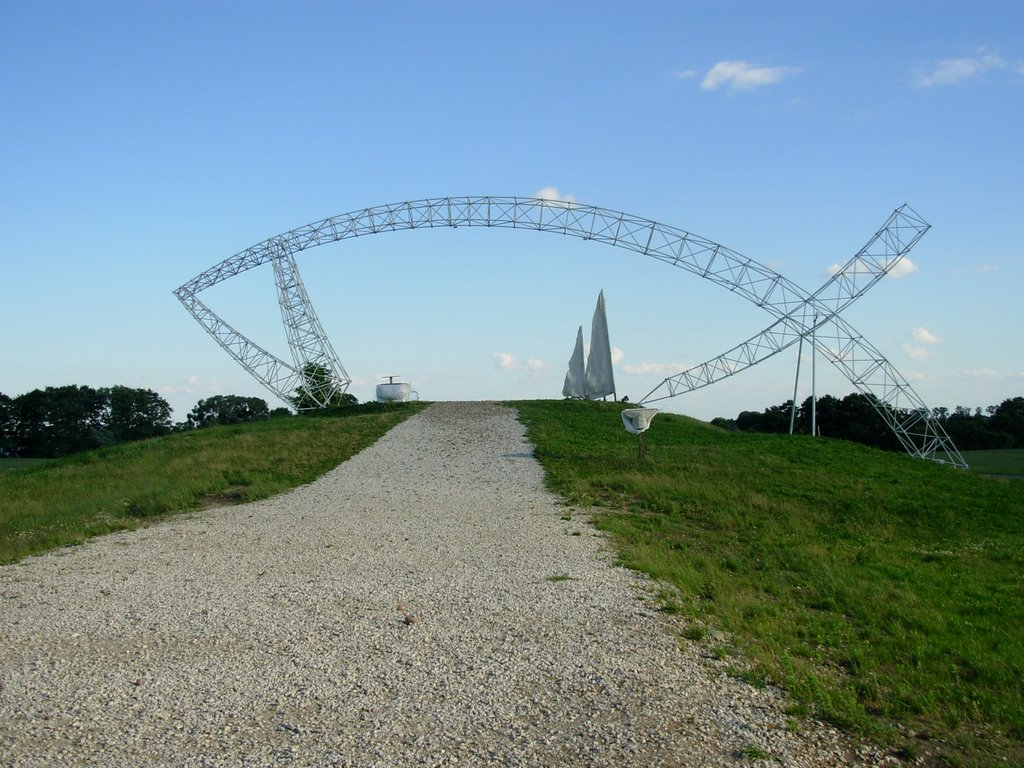
Porte monumentale en forme de poisson pour la rencontre Lednica 2000.